# Arthur Cravan
Arthur Cravan, születési nevén Fabian Avenarius Lloyd (Lausanne, 1887. május 22. – Puerto Angel, Mexikó, 1918. november (valószínűleg belefulladt a Csendes-óceánba) brit költő és amatőr bokszoló volt, aki egyben a dadaizmus egyik előfutáraként ismert.

## Életútja

### Származás és család
Fabian Lloyd Otto Holland Lloyd és Héléne Clara St. Clair második fiaként született Svájcban és ott, először Sankt Gallenben, egy magániskolában, később egy angol nyelvű intézetben nevelkedett. Apjának lánytestvére, Constance Mary Lloyd az ír drámaíró és író, Oscar Wilde-nak volt a felesége és annak mindkét fiának az anyja. Fabian csak Wilde halála után tudta meg, hogy a híres költőt homoszexualitás miatt két év fegyházra ítélték, mivel a család szégyellte az esetet. Fabian ekkor határozta el, hogy mérnök lesz, de költőként a híres nagybácsi nyomdokaiba akart lépni, akivel egyébként jó viszonyt ápolt, „habár mellkasunk körmérete erősen különbözött” írta róla.
Első botrányairól az USA-ból és Németországból jöttek hírek, majd 1909-től Párizsban élt. A következő évben részt vett a francia amatőr boksz bajnokságon és félnehézsúlyban országos bajnok lett, anélkül, hogy bokszolt volna, mivel minden ellenfele visszalépett a versenytől.

### Névválasztása
Lloyd 1912-ben változtatta meg a nevét Arthur Cravanra. A névválasztásra vonatkozóan többféle spekuláció keletkezett. Az Arthur keresztnév valószínűleg a költő, Arthur Rimbaud hatására lett kiválasztva, kinek a stílusára támaszkodott a fiatal Lloyd költészete. De elképzelhető összefüggés az Arthur név eredeti jelentése, a „medve” (a kelta Artorius-ból) és Lloyd rendkívüli testmérete és testi ereje között is. A Cravan vezetéknév a falura utal Dél-Franciaországban, Charente-Maritime megyében, ahol Lloyd barátnője, Renée Bouchet született, akit soha nem vett feleségül, bár vannak források, amelyek ezt állítják. Egyesek szerint a Cravan név az angol „cravan” szóra utal, melynek jelentése „gyáva”. Ez utóbbi állítás azonban a legkevésbé valószínű, mivel Cravan Franciaországban élt és dolgozott, s anyanyelvét már nem beszélte tökéletesen.

#### Híresztelések Oscar Wilde-ról
A névváltoztatást követően Cravan a „Maintenant” (Ma) című saját kiadásban megjelenő folyóiratban publikált.A folyóiratnak 1912 és 1915 között hat száma jelent meg, s verseket, a vezető párizsi művészek szidalmazását és Oscar Wilde személyéről szóló híreszteléseket tartalmazott. Cravan írásaiban a modern írókat és festőket fizikai és művészi hiányosságaik miatt támadta. Egyik megjegyzésével, mely szerint „neki aztán valóban szüksége van arra, hogy valaki a szoknyája alá nézzen”, annyira megsértette Guillaume Apollinaire szeretőjét, Marie Laurencint, hogy feljelentették és le is tartóztatták. A csúcspontot egy 1913-ban megjelent cikk jelentette, melyben Cravan azt állította, hogy a nagybátyja, Oscar Wilde még életben van és meglátogatta őt Párizsban. A cikkben részletes személyleírást is közölt az íróról. Ezen kívül közölte, hogy Wilde párizsi sírjában, hullája helyett még kiadatlan művei vannak a koporsóban, ezért Cravan követelte az exhumálást. A The New York Times hitelt adott ennek a bejelentésnek, ezért a lap párizsi tudósítója szemtanúkat keresett, akik látták a halott Wilde-ot. De nem talált ilyent.

### Tevékenysége
1913-tól Cravan Párizsban konferansziéként is fellépett és kaotikus estélyekkel készítette elő a talajt a dadaista mozgalom számára. Az első világháború kitörése után hamis útlevéllel átutazta Európát, hogy kivonja magát a brit hadkötelezettség alól. 1916-ban a semleges Spanyolországba menekült. Barcelonában, a Plaza de Torosban április 23-án bokszmérkőzést vívott az akkori nehézsúlyú világbajnokkal, Jack Johnsonnal – akivel már Párizsban szoros barátságot kötött - és a megbeszéltek szerint KO-val veszített a 6. menetben. A mérkőzés fellépti díjából vette meg a hajójegyet Amerikába ugyanezen év végén, ahová áthajózott a „Montserrat” gőzössel. Ezen a hajóúton kötött ismeretséget Lev Trockijjal, aki önéletrajzában meg is említi Cravant. 1917-ben New Yorkba ment, ahol találkozott a brit költőnővel, Mina Loy-jal, akit a következő évben feleségül vett. A hatóságok elől menekülve időközben egy hónapig Kanadában bolyongott.
Élete utolsó évét Mexikóban töltötte a feleségével. A fővárosban nyitott egy boksziskolát és szeptember 15-én vívta utolsó mérkőzését, Jim Smith ellen, amit ismét KO-val veszített el. Cravan novemberben Mina Loyt egy hajóval Buenos Airesbe küldte és saját szakállára akart utána menni. Salina Cruz-ban, a Csendes-óceán partján csónakot bérelt és egy kísérővel próbaútra indult. Soha nem tértek vissza. 1920-ban Cravant hivatalosan halottá nyilvánították. Még sokáig tartották magukat a híresztelések, hogy életben maradt, de ezek mindig valótlanok voltak. Egyetlen lánya, Fabienne, Mina Loy hazatérése után, 1919. április 5-én született Angliában. Az ő utódai az Egyesült Államokban Aspenben, Colorado államban élnek.

## Fordítás
- Ez a szócikk részben vagy egészben  az   Arthur Cravan című német Wikipédia-szócikk fordításán alapul.  Az eredeti cikk szerkesztőit annak laptörténete sorolja fel. Ez a jelzés csupán a megfogalmazás eredetét és a szerzői jogokat jelzi, nem szolgál a cikkben szereplő információk forrásmegjelöléseként.